# 法國外交部
法國欧洲暨外交事務部（法語：Ministère de l'Europe et des Affaires étrangères），通称法国欧洲和外交部、法国外交部，是法國政府部門之一，專門負責管理法國與外國的關係。外交部現在位於巴黎的奧塞碼頭（Quai d'Orsay），所以「奧塞碼頭」一詞成了外交部的代號。外交部的中央行政則位於南特。現任外交部長是讓-諾埃爾·巴羅。
法国外交部的前身可以追溯到1547年。在1589年，四位法國國務大臣的職責經歷了專門化，其中一位專責外交事務；在1723年，波旁王朝首次正式任命外務大臣一職。在1791年，由於法國大革命的影響，這一職位更名爲外交部長。在1794年，所有部長職位被國民公會廢除，但隨後即在1795年由督政府重新設立。在1980年代，外交部長曾一度改名為對外關係部長。如今，該部門的正式名稱為法國欧洲暨外交事務部。

## 外部連結
- 140位外交部長(1589-2000)
- 外交部官方網站
- 法國官方條約資料庫